# Josep Bordas de la Cuesta
Josep Bordas de la Cuesta (Eivissa, 7 de juny de 1877 - Ciutat de Mèxic, 13 d'abril de 1943) fou un polític català, diputat durant el període republicà del segle xx.

## Biografia
Fill del dramaturg i mestre Ramon Bordas i Estragués, el 1879 s'establí amb la seva família a Castelló d'Empúries, d'on eren originaris. El 1903 era establit a Barcelona i participà en la fundació del CADCI, del que en fou president el 1905-1908. Després emigrà uns anys a Alemanya i tornà poc abans d'acabar la Primera Guerra Mundial. El 1922 fou escollit alcalde de Castelló d'Empúries, però després de diversos incidents i acusacions de malversació de cabals públics, fou destituït el 1923 en instaurar-se la Dictadura de Primo de Rivera.
El 1922 es va fer amic de Jaume Compte i Canelles, i ingressà a Estat Català. El 1923 s'exilià a França i formà part de l'estat major de Francesc Macià, amb qui participà en l'organització dels fets de Prats de Molló. El 1930 va tornar i fou elegit diputat per la circumscripció de Girona a les eleccions generals espanyoles de 1931. Fou alcalde de Castelló d'Empúries fins al 1938. En completar-se l'ocupació franquista de Catalunya s'exilià a Mèxic, on va morir.